# Jerzy Szyran
Jerzy Szyran OFMConv (ur. 17.10.1968) w Pabianicach, Uczęszczał w latach 1975-1983 do Szkoły Podstawowej nr 15 im. Marii Skłodowskiej-Curie oraz w latach 1983-1987 do II Liceum Ogólnokształcącego im. Stanisława Wyspiańskiego (obecnie św. Jadwigi, królowej), do klasy o profilu matematyczno-fizycznym. Po zdaniu egzaminu dojrzałości rozpoczął nowicjat w Smardzewicach (prowincja Matki Bożej Niepokalanej Zakonu Braci Mniejszych Konwentualnych w Polsce). Studia filozoficzno-teologiczne odbył w Wyższym Seminarium Duchownym oo. Franciszkanów w Łodzi-Łagiewnikach w latach 1988-1994. Po święceniach kapłańskich, które przyjął z rąk kard. Józefa Glempa, Prymasa Polski, w Niepokalanowie (11.06.1994), został skierowany do pracy we Włoszech: w latach 1994-1996 – redaktor naczelny „Rycerza Niepokalanej dla Polonii” w Santa Severa i w latach 1996-1997 – praca parafialna w Genui. Po powrocie do Polski w latach 1997-2000 pracował w Ośrodku Formacyjno-Rekolekcyjnym Rycerstwa Niepokalanej w Niepokalanowie-Lasku. W latach 1999-2000 pełnił funkcję redaktora miesięcznika „Informator Rycerstwa Niepokalanej”, a w latach 2000-2001 redaktora miesięcznika „Rycerz Niepokalanej” w Niepokalanowie. W 2001 r. rozpoczął studia specjalistyczne na Wydziale Teologicznym Uniwersytetu Kardynała Stefana Wyszyńskiego w Warszawie, które zakończył w 2005 r. obroną pracy doktorskiej z zakresu teologii moralnej. W latach 2004-2019 był wykładowcą teologii moralnej, teologii małżeństwa oraz etyki seksualnej w Wyższym Seminarium Duchownym oo. Franciszkanów w Łodzi-Łagiewnikach. Od 2004 r. cenzor kościelny dla wydawnictwa Niepokalanów. Od 2005 r. członek Stowarzyszenia Teologów Moralistów w Polsce. Od 2015 r. pełni funkce redaktora naczelnego rocznika teologicznego „Lignum Vitae” wydawanego przez WSD oo. Franciszkanów w Łodzi-Łagiewnikach. W 2021 r. został przeniesiony do Niepokalanowa.

## Publikacje

### Książki
Autor ok. 30 książek wydanych głównie w Wydawnictwie oo. Franciszkanów w Niepokalanowie i w Wydawnictwie oo. Franciszkanów „Bratni Zew” w Krakowie.
Ważniejsze publikacje:
1.   Grzechy i grzeszki. Nasz portret nie-święty, Niepokalanów 2006.
2.    Asceza dla każdego, Niepokalanów 2007.
3.    Modele postaw seksualnych w polskich pismach młodzieżowych okresu transformacji ustrojowej. Próba oceny, Niepokalanów 2007.
4.    Nie taki konfesjonał straszny, czyli o pokucie i nawróceniu, Niepokalanów 2007.
5.    Dekalog – zasady życia, Niepokalanów 2008.
6.    Różaniec rodzinny. Teologia. Praktyka. Rozważania, Niepokalanów 2010.
7.    Dialogalny charakter przymierza małżeńskiego. Studium teologiczno-moralne, Niepokalanów 2010.
8.    Niedziela. Dzień Pański − dzień rodziny, Niepokalanów 2010.
9.    Sam ze sobą, czyli o problemie masturbacji. Poradnik duchowo-pastoralny, Niepokalanów 2012.
10. Elementarz modlitwy, Kraków 2015 (Wydawnictwo „AA”).
11. Żyć przysięgą małżeńską. Sakramentalna droga do pełni szczęścia i świętości, Siedlce 2015 (Wydawnictwo „Unitas”).
12. „Muszę być świętym jak największym”. Model doskonałości według „Regulaminu życia” św. Maksymiliana Marii Kolbego, Kraków 2019 (2 wydanie 2024).
13. Traktat o modlitwie Jezusowej, Kraków 2020 (2 wydanie  2022).
14. Notatki różańcowe, Kraków 2020.
15. Piąta droga. W poszukiwaniu własnej duchowości, Kraków 2021.
16. Niepokalana i Jej rycerz, Niepokalanów 2021.
17. Spotkanie przez okno. Kontemplacja ikony Chrystusa Pantokratora, Kraków 2022.
18. Droga krzyżowa na każdy tydzień Wielkiego Postu, Niepokalanów 2022.
19. Niebo. Opowiadania nie z tej ziemi, Kraków 2022.
20. Świątynia. Dom modlitwy, Kraków 2022.
21. Mała droga Wielkiej Świętej, Kraków 2023.
22. Cnoty i wady, Kraków 2023.
23. Przypadki mrówki Arseniusza. 7 grzechów głównych, Kraków 2023 (2 wydanie 2024).
24. Slowa otuchy i pociechy, „Testament” św. Bernadetty Soubirous na nowo odczytany, Kraków 2024.
25. Podróże mrówki Arseniusza. Uczynki miłosierdzia, Kraków 2024.
26. Wakacje z Bernadettą, Kraków 2024.
27. Rachunek sumienia według modelu „Ojcze nasz”, Kraków 2024.
28. Zasady życia chrześcijańskiego według Ojców Pustyni, Kraków 2025.
oraz drobne broszury, jak nowenny czy rozważania różeńcowe.

### Artykuły
Autor wielu publikacji z dziedziny teologii moralnej, teologii małżeństwa i rodziny, duchowości na łamach: rocznika „Lignum Vitae”, „Łódzkie Studia Teologiczne”; kwartalnika „Collectanea Theologica”, „Homo Dei”; dwumiesięcznika  „Poradnik Spowiednika”, „Posłanies św. Antoniego z Padwy”, „Rycerz Młodych”; miesięcznika „Życie i Płodność”, „Rycerz Niepokalanej”, „Rycerz Niepokalanej dla Polonii”. „Informator Rycerstwa Niepokalanej”. Oto wybrane tytuły:
- Dzień Pański w hipermarkecie, "Collectanea Theologica" 72(2002), nr 3, s.180-193.
- Dylematy młodych i gniewnych, "Lignum vitae" 4(2003) nr 4, s. 151-168.
- Erotyzm w służbie miłości małżeńskiej, "Łódzkie Studia Teologiczne", 14(2005) s. 165-177.
- Moralne aspekty niektórych wykroczeń seksualnych, "Collectanea Theologica", 75(2005) nr 4, s. 127-135.
- Apostolstwo świeckich poprzez słowo, "Droga franciszkańska" 11(2006) nr 4, s. 18-22.
- Moralne i duszpasterskie aspekty marzeń erotycznych, "Homo Dei’ 76(2006) nr 4, s. 48-62.
- Potrzeba dominacji i uległości. Moralno-pastoralne aspekty masochizmu, "Lignum vitae" 7(2006) nr 7, s. 171-182.
- Sakrament małżeństwa jako realizacja powołania do miłości,życia rodzinnego i społecznego, w: Sakramenty święte w życiu chrześcijańsko-franciszkańskim. Materiały pomocnicze do formacji ciągłej  dla FZŚ w Polsce na rok 2006, Rada Narodowa FZŚ w Polsce (red.), Warszawa 2006, s.103-110.
- Uwaga! Czy wiesz, co czyta twoje dziecko (1), "Posłaniec św. Antoniego" 11(2006) nr 1-3, s. 6-7. Uwaga! Czy wiesz, co czyta twoje dziecko (2), "Posłaniec św. Antoniego z Padwy" 11(2006) nr 2, s. 7. Uwaga! Czy wiesz, co czyta twoje dziecko (3), "Posłaniec św. Antoniego z Padwy" 11(2006) nr 3, s. 7.
- Zanim powiesz sakramentalne "Tak", "Nasze życie" 29(2006) nr 3, s. 26-28.
- Pytania o spowiedź przedślubną narzeczonych, "Homo Dei" 76(2007) nr 2, s. 65-75.
- Dlaczego samotnie?, cz. 1-2, "Nasze życie" 2-3(2008), s. 24-25 i 23-25.
- Miłość oblubieńcza w nauczaniu Jana Pawła II, "Collectanea Theologica", 76(2006) nr 2, s. 153-164.
- Ku miłości dojrzałej, "Collectanea Theologica" 73(2003) nr 3, s. 146-156.
- Szczególna rola i powołanie kobiety we współczesnych czasach, "Łódzkie Studia Teologiczne" 16(2007), s. 251-263.
- Myśli o samobójstwie. Kilka wskazań dla spowiedników, "Homo Dei" 77(2008) nr 1, s. 62-74.
- Homoseksualizm: dewiacja czy alternatywa, "Collectanea Theologica" 78(2008) nr 2, s. 123-132.
- Pornografia - wybór i przymus. Kilka wskazań dla spowiedników, "Homo Dei" 28(2009) nr 1, s. 41-54.
- Posłuszeństwo w dialogu z Bogiem i człowiekiem, "Wiadomości z Prowincji Matki Bożej Niepokalanej Zakonu oo. Franciszkanów w Polsce", 49(2008) nr 2, s. 50-65.
- Moralne aspekty badania nasienia, „Życie i płodność” 3(2009) nr 1, s. 31-50.
- Realizacja konsekracji chrzcielnej w codzienności życia zakonnego, „Wiadomości z Prowincji Matki Bożej Niepokalanej Zakonu OO. Franciszkanów w Polsce”, 50(2009) nr 1-2, s. 77-81.
- Moralny imperatyw miłowania Ojczyzny, „Lignum vitae” 10(2009) nr 10, s. 121-129.
- Szyran J., Nikolov V., Świadomość godności dziecka poczętego w bułgarskiej literaturze teologiczno-moralnej, „Życie i płodność” 3(2009) nr 3, s. 5-22.
- Szyran J., Św. Teresa z Lisieux do kapłanów, „Biuletyn Duszpasterski Archidiecezji Warszawskiej” 8(2010) nr 1, s. 85-98.
- Szyran J., Modlitwa osobista w życiu kapłana, „Homo Dei” 79(2010) nr 2, s. 105-118.

### Wyróżnienia i nagrody
W 2016 r. otrzymał nagrodę Pro Redemptione Wydawnictwa oo. Redemptorystów „Homo Dei” za długoletnią współpracę z kwartalnikiem „Homo Dei”.
W 2024 r. otrzymał wyróżnienie „Feniks 2024” Stowarzyszenia Wydawców Katolickich w kategorii: książka dla dzieci i młodzieży.